# غورد سيمبسون
غورد سيمبسون هو لاعب هوكي الجليد كندي، ولد في 10 مايو 1928.

## وصلات خارجية
- غورد سيمبسون على موقع HockeyDB.com (الإنجليزية)